# Wolha Hałubowicz
Wolha Mikałajeuna Hałubowicz (biał. Вольга Мікалаеўна Галубовіч; ur. 20 czerwca 1956) – białoruska polityk, w latach 1990–1995 deputowana do Rady Najwyższej Białoruskiej SRR/Rady Najwyższej Republiki Białorusi XII kadencji; członkini Opozycji BNF – frakcji parlamentarnej partii Białoruski Front Ludowy (Biełaruski Narodny Front), o charakterze antykomunistycznym i niepodległościowym.

## Życiorys
Ukończyła Białoruski Uniwersytet Państwowy. W 1990 roku została deputowaną ludową do Rady Najwyższej Białoruskiej SRR XII kadencji z Traktarazawodskiego Okręgu Wyborczego Nr 24 miasta Mińska. Wiceprzewodnicząca Komisji Rady Najwyższej ds. Kobiet, Ochrony Rodziny, Macierzyństwa i Dzieciństwa. Członkini Czasowej Komisji ds. Oceny Działalności Członków Państwowego Komitetu Stanu Wyjątkowego i Popierających Ich Tworów Społeczno-Politycznych, Organów Władzy Państwowej i Zarządzania, Urzędników i Obywateli (1991 r.). Brała udział w opracowaniu i przyjęciu Deklaracji o Państwowej Suwerenności Białorusi, przygotowaniu projektów ustaw na nadzwyczajnej sesji Rady Najwyższej 24–25 sierpnia 1991 roku, w czasie której ogłoszono niepodległość Białorusi. Współautorka Koncepcji Przejścia Białoruskiej SRR na Gospodarkę Rynkową (jesień 1990 roku) i szeregu projektów ustaw.
W 2010 roku Zianon Pazniak opisał w swoich wspomnieniach Wolhę Hałubowicz z początku lat 90. następująco:

wysoka, piękna, delikatnie obchodząca się z ludźmi. (…) Gdy tylko pojawiały się sytuacje dotyczące wyznaczenia losu Białorusi, języka, kultury (…) słyszeliśmy jej głos i argumenty.

Obecnie Wolha Hałubowicz mieszka poza granicami Białorusi.